# Nina Wolmark
Nina Wolmark est une autrice, scénariste et dialoguiste française, née en 1941 à Minsk en Biélorussie.

## Biographie
Fille du sculpteur Nathan Rapoport et de la costumière Sima, Nina Wolmark naît en 1941, à Minsk, en Blélorussie, alors que ses parents fuient vers l'Est l'invasion de la Pologne par l'armée allemande. Un temps réfugiée à Minsk, la famille est contrainte de fuir de nouveau, jusqu'au Kazakhstan. Après la guerre, ils rentrent à Varsovie, puis s'installent à Paris en juillet 1947.
Diplômée de Sciences Économiques et Sociologie du Travail et Chevalier dans l'Ordre des Arts et des Lettres, elle a été membre de la Société des auteurs et compositeurs dramatiques à partir de 1979, avant d'en devenir sociétaire depuis 1990 en participant notamment à la Commission de Contrôle du Budget dont elle est présidente en 1995.
Autrice d'un mémoire sur l'ONISEP, d'une participation à une recherche sociologique sur « La Taille des Entreprises », elle a travaillé dans l'édition chez Jean-Jacques Pauvert. Elle réalise des reportages et du journalisme d'entreprise, organise des tournages, élabore et parfois scénarise des reportages d'information (dont TV Israélienne à Paris). Elle fait également de la post-production, de la traduction d'interviews (Au Nom de la Race), des commentaires de films documentaires dont « Touareg », « Bologne, la Gauche au pouvoir ». Elle est aussi la créatrice du Département de production de programmes pour la Jeunesse au Groupe Hachette.
En 1980, elle crée avec Jean Chalopin la série animée Ulysse 31, dont ils signent ensemble le scénario et les dialogues. Pour Jean Chalopin, Nina Wolmark « avait d’énormes connaissances littéraires. Elle était une sorte de “scénariste-documentaliste”. C’est elle qui nous donnait la matière pour nos histoires. Elle avait notamment ajouté le mythe de Sisyphe ».
Puis elle crée seule la série Les Mondes engloutis (1985-1987), dont elle et son mari Gilbert Wolmark sont producteurs délégués. Enfin, en 1987, elle signe la première adaptation animée de la bande-dessinée Rahan, fils des âges farouches.
En 2017, l'association Cartographier au collège la choisit pour parrainer son Concours de Cartographie Imaginaire dont le thème est, cette année-là, "Habiter les mondes souterrains".
En 2019, elle écrit les paroles de L'hymne de la vie, une reprise de la chanson du générique des Mondes engloutis interprétée par le groupe Kids United. La chanson donne son titre à l'album L'Hymne de la vie, qui est certifié disque d'or.
Le spectacle de Séverine Coulon La Vie animée de Nina W., créé en 2020, s'inspire librement de son parcours en s'appuyant sur son autobiographie Anna ou la mémoire de l'eau (inédit),.

## Séries télévisées d'animation
- Ulysse 31 : autrice de l'idée originale et co-autrice de cette série de dessins animés de science-fiction de 26 épisodes de 26 minutes diffusée pour la première fois en 1981, qui a connu et connaît toujours une diffusion internationale (Europe, Amérique, Asie, etc.).
- Les Mondes engloutis : autrice et déléguée à la production artistique de cette série de dessins animés de science-fiction de 52 épisodes de 26 minutes (première diffusion en 1985-1987), même diffusion qu'Ulysse 31 (Europe, Amérique, Asie, etc.).
- Rahan fils des âges farouches : adaptatrice (et Déléguée à la Production Artistique) de la célèbre bande dessinée de Roger Lécureux et André Chéret, série de dessins animés de 26 épisodes de 26 minutes (première diffusion en 1987). Mêmes modes de production, fabrication et diffusion.

## Chansons
Elle est parolière de plusieurs chansons, sur des musiques de Vladimir Cosma.
- Les Mondes Engloutis : générique du dessin animé (1985)
- La danse des pirates, bande originale du dessin animé Les Mondes engloutis (1985). Avec la collaboration de Roger Dumas.
- Le flashbic ou la gigue d'Arkadia, bande originale du dessin animé Les Mondes engloutis (1986)
- Rahan, fils des âges farouches : générique du dessin animé (1987)
- L'hymne de la vie, sur l'album homonyme de Kids United (2019)

## Livres
Nina Wolmark a signé ou co-signé plusieurs livres parus dans la collection Bibliothèque rose. Les textes sont écrits par Évelyne Lallemand, d'après les scénarios originaux.

### SérieUlysse 31(avec Jean Chalopin)
- La Planète perdue (1982)
- La Révolte des compagnons (1982)
- La Trahison d'Hératos (1982)
- Le Sphinx (1982)
- Les Lestrygons (1982)
- La Cité de Cortex (1983)

### SérieLes Mondes engloutis
- Les Mondes engloutis (1986)
- Le Club pirate (1986)
- Objectif Arkadia (1986)
- Rebeccca, pirate du lac (1986)
- Le Secret du Shagma (1987)